# 自由泰人运动
自由泰人运动（RTGS：Seri Thai），又译为自由泰运动，是第二次世界大战期间泰国的一个抗日爱国组织。自由泰人运动是盟国在泰国重要的情报来源，并且是二战期间少數配備飞机的抵抗组织。
1941年12月8日，大平洋戰爭爆發日军入侵泰国。在日本的威逼利诱下，親日的軍人總理鑾披汶頌堪元帥選擇在不簽署三國同盟條約的情況下和日本订立攻守同盟条约，加入軸心國並成为日本的盟國，次年1月25日泰国向英美宣战。当时泰国驻美国大使社尼·巴莫反对銮披汶·颂堪的軍政府执行亲日政策，拒绝向美国递交銮披汶政府的宣战书，并立即在华盛顿宣布建立自由泰人运动，许多泰国留学生和泰国駐外大使馆官员纷纷参加这个组织。1942年7月在英国的泰国留学生和泰国驻英使馆官员也建立了自由泰人运动，领袖是素巴沙瓦·沙瓦狄瓦亲王（Suphasawatwongsanit Sawatdiwat）。比里·帕侬荣在国内组织自由泰人运动。
泰國名義維持與日本的同盟，私下默許政府官員軍人參加自由泰運動。重慶成為戰略情報局為「自由泰運動」訓練地下人員據點。1944年7月，鑾披汶在由「自由泰運動」幕後策劃的政變中下台。在「自由泰運動」領導人，泰國駐美大使西尼·巴莫、蔣中正的背書下，美英不再追究泰王國對美英宣戰行為。與英美交火的戰犯必須受審。鑾披汶入獄被關了兩個月，但美國在战后因他反共的意識形態，需要他對抗共產黨而釋放。